# Авария на шахте «Зыряновская»
Авария на шахте «Зыряновская» — техногенная катастрофа, произошедшая на шахте «Зыряновская» объединения «Южкузбассуголь» в городе Новокузнецк Кемеровской области 2 декабря 1997 года. В результате катастрофы погибли 67 горняков.

## Хронология событий
За неделю до аварии на пласту № 16 произошла вспышка метана в результате которой получили ожоги пятеро горняков. Шахта была остановлена. Специальная комиссия расследовала причины аварии и дала разрешение на возобновление работы шахты за два дня до нового взрыва.
В 1 час 15 минут произошло внезапное обесточивание пульта связи у диспетчера шахты и отключение электроэнергии на фидерах «Шахта-1» и «Шахта-2». Одновременно прекратилась передача информации с датчиков контроля аппаратуры «Ветер». При выяснении причин отключения электроэнергии было выяснено, что в шахте произошел взрыв газа метана.

## Расследование
Для расследования причин аварии была организована правительственная комиссия. В состав комиссии вошли: заместитель главы правительства О. Н. Сысуев, министр ГОиЧС С. К. Шойгу, первый заместитель министра, министр топлива и энергетики Российской Федерации С. В. Кириенко. В ночь со 2 на 3 декабря комиссия приступила к работе. Штаб ликвидации последствий аварии возглавил Губернатор Кемеровской области А. Г. Тулеев, который прибыл на место трагедии вместе с главой Новокузнецка С. Д. Мартиным.
По заявлению Государственной комиссии воспламенение местного скопления метана и взвешенной угольной пыли в момент работы комбайна в забое было инициировано продуктами горения, которые образовались в результате химической реакции компонентов, входящих в химический состав самоспасателя ШСС-1 раздавленного очистным комбайном при выемке угля.

## Последствия
В результате аварии погибли 67 горняков. В числе погибших 18 горняков, работавших в 2 смену и 49 спустившихся в шахту на 3 смену. Тело последнего горняка нашли только через 7 суток.
Взрыв повредил 17 454 м горных выработок, разрушил 18 вентиляционных бетонных шлюзов, 5 кроссингов, 10 капитальных бетонных изоляционных перемычек.
С 08.10.1998 года распоряжением администрации Новокузнецка шахта переименована в ОАО «Шахта Зыряновская» вместо АООТ «Шахта Зыряновская». Собранием акционеров шахты от 27.10.2000 года принято решение о ликвидации шахты.
В память о погибших шахтерах в городе Новокузнецке был построен Собор Рождества Христова.